# Борд (Саона и Лоара)
Борд (фр. Bordes) насеље је и општина у источном делу централне Француске у региону Бургоња, у департману Саона и Лоара која припада префектури Шалон сир Саон.
По подацима из 2011. године у општини је живело 96 становника, а густина насељености је износила 42,11 становника/km². Општина се простире на површини од 2,28 km². Налази се на средњој надморској висини од 173 метара (максималној 179 m, а минималној 172 m).

## Демографија
| 1962. | 1968. | 1975. | 1982. | 1990. | 1999. | 2011. |
| ----- | ----- | ----- | ----- | ----- | ----- | ----- |
| 76    | 95    | 103   | 106   | 93    | 87    | 96    |

График промене броја становника у току последњих година